# Apomyelois decolor
Apomyelois decolor is een vlinder uit de familie snuitmotten (Pyralidae). De wetenschappelijke naam is voor het eerst geldig gepubliceerd in 1881 door Zeller.
De soort komt voor in Europa.